# Monte Bove (Argentina)
El monte Bove es la cumbre más elevada de la isla de los Estados, territorio insular en el sector argentino del archipiélago de Tierra del Fuego, ubicada al sudeste de la isla Grande de Tierra del Fuego, perteneciente al departamento Ushuaia, en la provincia de Tierra del Fuego, Antártida e Islas del Atlántico Sur. Su altitud es de 823 m s. n. m..

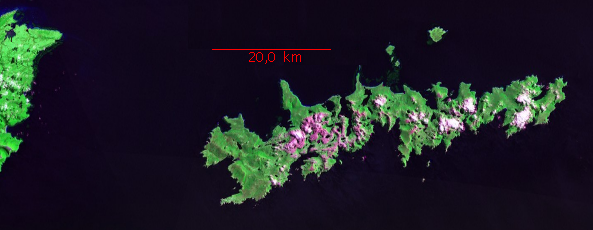
Imagen de la isla de los Estados. El monte Bove es la mancha rosa intenso en el sector occidental de la isla, y del lado norte.

## Geografía

### Situación geográfica
Este cerro se sitúa en la sección más oriental de los Andes fueguinos, porción meridional de la cordillera de los Andes, representando la última manifestación en el continente americano de esta cordillera antes de hundirse en el mar Argentino del océano Atlántico. 
Geológicamente está constituido por rocas formadas en el jurásico superior (Mesozoico), correspondientes a la formación Lemaire.
En la isla se ubica en su sector noroccidental, en proximidades del Puerto Hoppner, al sur de la bahía San Antonio (vertiente norte de la isla) y del cabo San Antonio, y al este de la bahía Flinders. Por el sudponiente se presentan los montes Spegazzini, mientras por el naciente se localiza el monte Flitton. Sus coordenadas son: 54°47′37.98″S 64°27′12.74″O / -54.7938833, -64.4535389.

### Origen geológico
Su origen geomorfológico se debe a un plegamiento integrado de las formaciones Beauvoir y Lemaire en un gran geosinclinal, resultado de los movimientos correspondientes a la tectónica de placas. Posteriormente, su relieve fue intensamente labrado por la acción de los glaciares.

### Etimología toponímica
Etimológicamente, este topónimo es un epónimo que rinde honor al teniente de la marina italiana Giacomo Bove, quien en el año 1882, navegando sobre el barco «Cabo de Hornos» (bajo el mando militar del argentino teniente coronel de marina Luis Piedrabuena), lideró científicamente la expedición a la Patagonia meridional.